# Джеймс Вінсент
Джеймс Вінсент (англ. James Vincent; 19 липня 1882 — 12 липня 1957) — американський актор і кінорежисер німого кіно. Він з'явився у 23-х фільмах Між 1910 і 1951 роками знявся у 23 фільмах, та був режисером 18 фільмів у 1915—1931 роках.
Народився у Спрингфілді, штат Массачусетс, і помер у Нью-Йорку, Нью-Йорк.

## Вибрана фільмографія
- 1910 — Дотик рук дитини
- 1917 — Гнів любові
- 1917 — Королівська романтика
- 1920 — Викрадені миті